# 3. deild
Giải bóng đá hạng ba quốc gia Quần đảo Faroe (tiếng Iceland: 3. deild) là giải bóng đá cấp độ 4 ở Quần đảo Faroe, giải được chia thành 6 bảng khác nhau. Cuối mỗi mùa giải, có hai đội được thăng hạng 2. deild. Không có sự xuống hạng từ giải đấu, vì 3. deild là giải bóng đá thấp nhất trong hệ thống giải bóng đá Quần đảo Faroe. Mặc dù thỉnh thoảng có một số thay đổi và các đội bóng mới gia nhập giải trong khi số khác bỏ giải.

## Đội vô địch
- 2012: KÍ III
- 2013: B36 III
- 2014: Royn
- 2015: 07 Vestur II

## Đội bóng mùa giải 2015
| - EB/Streymur III - B68 Toftir III - Skála III - AB Argir III | - 07 Vestur III - KÍ Klaksvík IV - NSÍ Runavík III - Giza/Hoyvík III | - MB Miðvágur II - Giza/Hoyvík IV - Undrið FF - 07 Vestur II | - FC Suðuroy II - AB Argir IV - Giza/Hoyvík II - B36 Tórshavn IV | - ÍF Fuglafjørður III - Giza/Hoyvík V - Skála II - KÍ Klaksvík V |

Nguồn: